# Доротея Саксонська (1563—1587)
Доротея Саксонська (нім. Dorothea von Sachsen, 4 жовтня 1563 — 13 лютого 1587) — саксонська принцеса з Альбертинської лінії Веттінів, донька курфюрста Саксонії Августа та данської принцеси Анни, дружина спадкоємного принца Брауншвейг-Люнебурга та Брауншвейг-Вольфенбюттеля Генріха Юлія.

## Біографія
Народилась 4 жовтня 1563 року у Дрездені десятою дитиною та четвертою донькою в родині правлячого курфюрста Саксонії Августа та його першої дружини Анни Данської, дочки короля Крістіана III. Мала старших сестер Єлизавету та Марію й братів Александра та Крістіана. Інші діти померли в ранньому віці до її народження. Сімейство згодом поповнилося п'ятьма молодшими дітьми, з яких вижила лише менша сестра Анна.

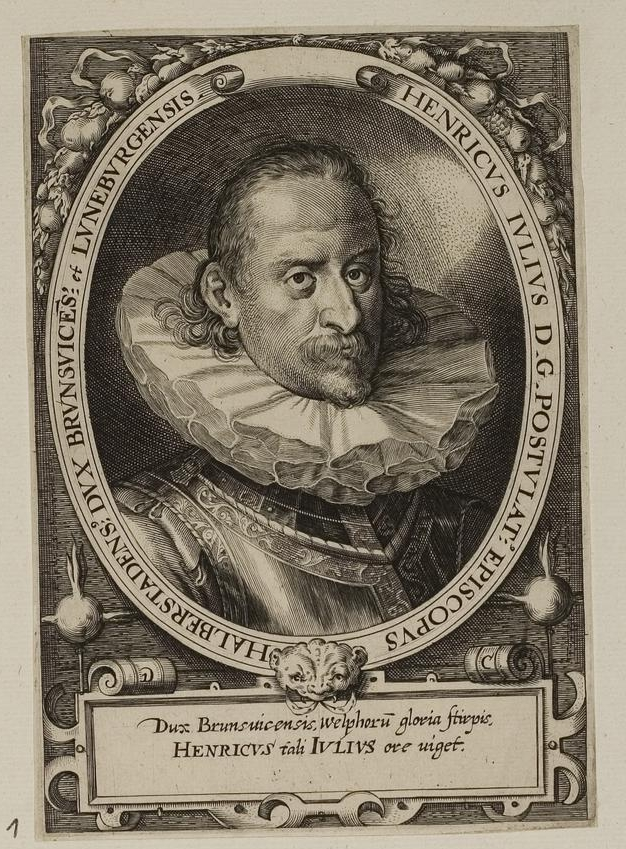
Генріх Юлій

У 21 року Доротея взяла шлюб із 20-річним спадкоємним принцом Брауншвейг-Люнебурга та Брауншвейг-Вольфенбюттеля Генріхом Юлієм, старшим сином правлячого герцога Юлія. Наречений до цього обіймав церковні посади, але залишив їх заради шлюбу. Весілля відбулося 26 вересня 1585 у Вольфенбюттелі. За кілька днів матір Доротеї, яка важко хворіла, померла. Принцеса після цього була дуже засмучена.
Наступного року вона завагітніла і у лютому 1587 народила доньку, Доротею Ядвіґу (1587—1609), що стала  дружиною князя Ангальт-Цербста Рудольфа.
Після пологів Доротея померла. Похована в Марієнкірхе Вольфенбюттеля.
Генріх Юлій у 1589 році став правлячим герцогом, а наступного року одружився з данською принцесою Єлизаветою. Його правління стало відомим кульмінацією полювання на відьом.